# ساوت وودبریج (کالیفرنیا)
ساوت وودبریج (به انگلیسی: South Woodbridge) یک منطقهٔ مسکونی در ایالات متحده آمریکا است که در شهرستان سن‌واکین، کالیفرنیا قرار دارد. ساوت وودبریج ۱٫۰ کیلومتر مربع مساحت و ۲٬۸۲۵ نفر جمعیت دارد.